# Pselcis
Pselcis Simon, 1903 è un genere di ragni appartenente alla famiglia Salticidae.

## Etimologia
Il nome probabilmente deriva dalla località omonima di  Pselcis, greco-romana, della Nubia, oggi nota come Dakkeh.

## Caratteristiche
La specie è stata descritta sulla base di un solo esemplare maschio immaturo, delle dimensioni di 8 millimetri, che il descrittore Simon pose presso il genere Laufeia per affinità; gli accurati disegni di Proszinski del 1987 di questo esemplare sembrano però mostrare maggiori affinità col genere Thiania

## Distribuzione
L'unica specie oggi nota di questo genere è stata rinvenuta nelle Filippine.

## Tassonomia
A dicembre 2010, si compone di una specie:
- Pselcis latefasciata (Simon, 1877)[3]  — Filippine